# مقاطعة كاترون (نيومكسيكو)
مقاطعة كاترون (بالإنجليزية: Catron County)‏ هي إحدى مقاطعات ولاية نيومكسيكو في الولايات المتحدة الأمريكية.